# Ивановское сельское поселение (Лениногорский район)
Ивановское сельское поселение — муниципальное образование в составе Лениногорского района Республики Татарстан.

## География
Ивановское сельское поселение расположено на склонах Бугульминско-Белебеевской возвышенности, в 12 км от города Лениногорска на реке Степной Зай. По территории поселения протекает речка «Боровка». Сельское поселение граничит на севере — с Письмянским сельским поселением, на востоке — с Бугульминским районом, на юге — с Самарской областью, на западе — с Глазовским сельским поселением.

## Население
| 2010 | 2011  | 2012  | 2013  | 2014  | 2015  | 2016 |
| ---- | ----- | ----- | ----- | ----- | ----- | ---- |
| 1030 | ↘1025 | ↗1035 | ↗1083 | ↗1085 | ↘1047 | ↘989 |
| 2017 | 2018  |       |       |       |       |      |
| ↘953 | ↘927  |       |       |       |       |      |